# Xylophanes caissa
Xylophanes caissa är en fjärilsart som beskrevs av Gehlen. 1931. Xylophanes caissa ingår i släktet Xylophanes och familjen svärmare. Inga underarter finns listade i Catalogue of Life.